# Lewko Rewuzkyj

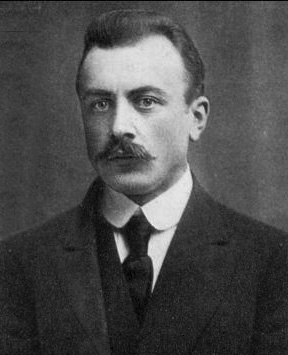
Lewko Rewuzkyj, 1916

Lewko Mykolajowytsch Rewuzkyj (ukrainisch Левко Миколайович Ревуцький; * 8. Februarjul. / 20. Februar 1889greg. in Irschawez bei Poltawa, Russisches Kaiserreich; † 30. März 1977 in Kiew, Ukrainische SSR) war ein ukrainischer Komponist.

## Leben und Wirken
Rewuzkyj studierte in Kiew zunächst Klavier bei Mykola Lyssenko und dann bis 1916 Komposition am Konservatorium von Kiew bei Reinhold Glier.  Er unterrichtete ab 1924 am Lysenko-Institut für Musik und Drama und wurde 1935 Professor am Konservatorium. Während der kriegsbedingten Evakuierung leitete er 1941 bis 1944 die Abteilung Komposition und Musiktheorie am Konservatorium Taschkent. Er galt als Kopf einer ganzen Komponistengeneration. Zu seinen Schülern zählten Mykola Dremljuha, Arkadyj Filipenko, Wadym Homoljaka, Leonid Hrabowskyj, Platon Majboroda und Heorhij Majboroda. Rewuzkyj starb 88-jährig in Kiew und wurde auf dem dortigen Baikowe-Friedhof bestattet.
Er komponierte zwei Sinfonien, zwei Klavierkonzerte sowie ein Tongedicht und bearbeitete ukrainische Volksmelodien. Er war Mitglied der Ukrainischen Akademie der Wissenschaften.

## Quelle
- Alfred Baumgartner: Propyläen Welt der Musik: die Komponisten, Band 4, Berlin, Frankfurt 1989, ISBN 354907834X, S. 483